# Lignage Coudenbergh
Pour les articles homonymes, voir Coudenberg (homonymie).
Le Lignage Coudenbergh ou Coudenberg est l'un des sept Lignages de Bruxelles.

## Armes
Ce lignage portait de gueules plain qui est Bruxelles, à trois tours d'argent ajourées du champ, ouvertes d'azur. Cimier : une tour de l'écu, de laquelle sortent par le haut deux serpents naissants. Supports : deux lions.
En réalité, les armes de ce Lignage figuraient un, puis trois châteaux. L'on retrouve ces châteaux, pris souvent, et sans doute à tort, pour des tours, dans le blason d'un grand nombre de familles patriciennes issues des van Coudenberg ou apparentées à eux.     
C'est sans doute une allusion au palais du Coudenberg.

## Histoire

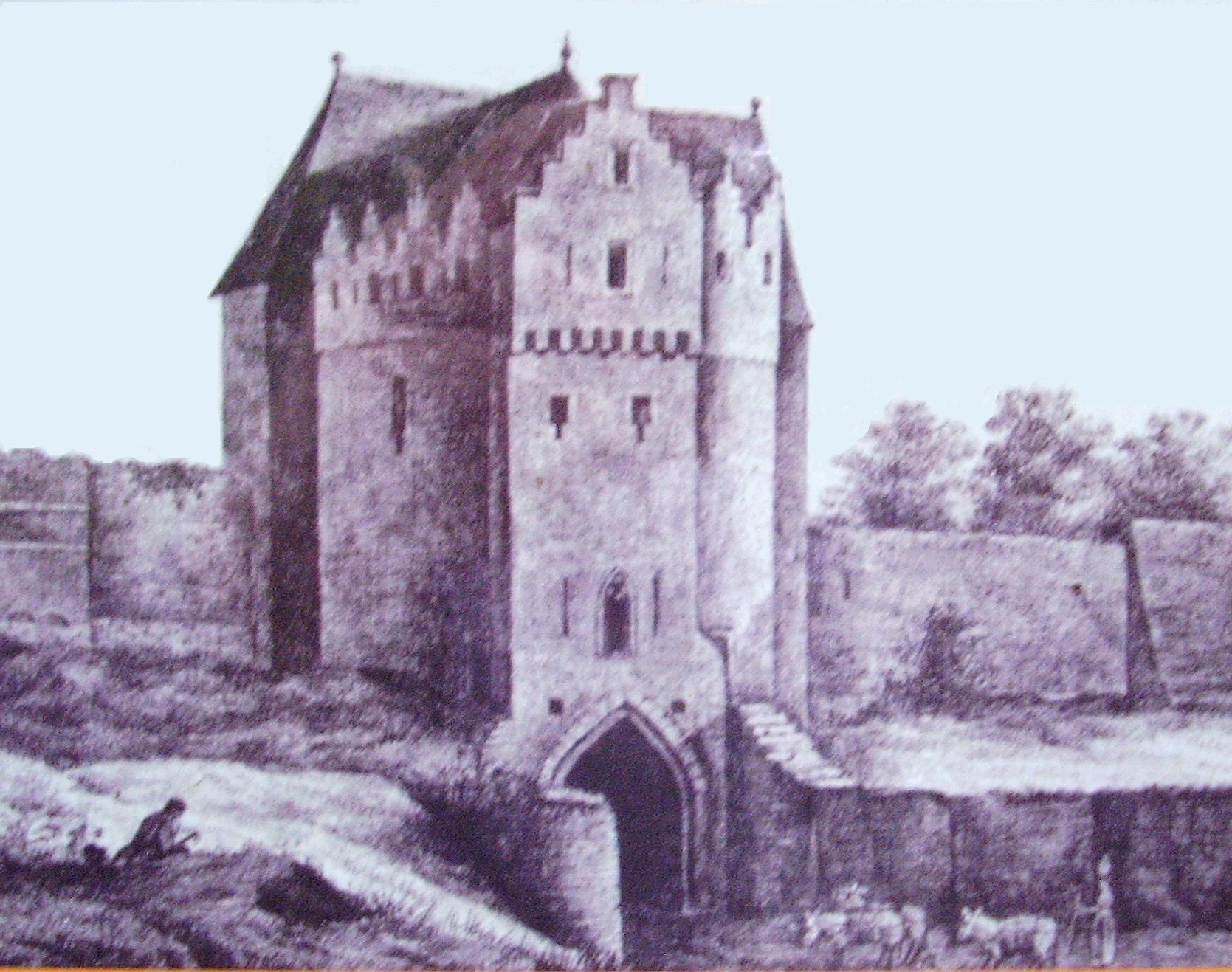
La Porte de Schaerbeek (anciennement porte de Cologne) en 1612

Ce lignage tire son nom de la colline bruxelloise du Coudenberg, le Froid Mont, sur laquelle s'élevait le château ducal. Hugo de Frigido Monte est déjà mentionné en 1187 comme témoin dans un acte relatif à l'abbaye de Forest. Un autre Hugues de Coudenberg est échevin de Bruxelles en 1236. C’est ce dernier qui semble être l’ancêtre commun dans la généalogie établie par le secrétaire de la ville de Bruxelles Jean Baptiste Houwaert. Il est également avéré qu’au XIIIe siècle, la famille van Coudenberghe possédait des biens sur cette colline dont elle porte le nom et où s'élevait le palais ducal.
En 1376, 51 personnes étaient inscrites au Lignage Coudenbergh. Douze chefs de ménage du nom de van Coudenberghe sont inscrits au Lignage Coudenbergh à cette date-là, et constituent alors près d’un quart de ce lignage.
Ces personnes se répartissaient en 22 familles qui sont van Coudenberghe (avec ses branches Coudenberghe dit van den Payhuse, Coudenberghe dit t’Serhuygh, Coudenberghe dit in de Catte), de Hertoghe, van der Zennen, Schat, Oemen, Rolibuc dit van Coudenberghe, van Campen dit Bossart, Storm, van Prindael, de Stoevere, Estor, van Stalle, van Wyneghem, van den Hane dit Vileyn, Colays, Taye, van Loxhem, Godenoys, Geval, van Buyseghem, van den Steene, t’Servrancx.
Les registres du Lignage Coudenberg, à partir de 1587 et jusqu’à 1794, ont fait l’objet d’une publication scientifique. Cette publication contient aussi la transcription d'un album héraldique, armorial partiel du Lignage Coudenbergh, de la main de Jean Christophe Brambilla.
Le Manuscrit de Roovere, transcrit et publié, contient les ascendances lignagères des personnes admises au Coudenbergh lors des derniers siècles avant la disparition de cette institution bruxelloise. Par ailleurs, l'ouvrage de Désiré van der Meulen sur les Lignages de Bruxelles tel que synthétisé dans la Liste et armorial des personnes admises aux Lignages de Bruxelles mentionne aussi ces Lignagers.
Enfin, notons que la Porte de Cologne était défendue par le Lignage Coudenberg, auquel s’adjoint en 1422 la nation de Saint-Géry.